# Michael Jackson: The Ultimate Collection
The Ultimate Collection este o colecție audio/video formată din 4 cd-uri audio și un DVD care conține concertul din București de pe 1 octombrie 1992 (acest concert a fost lansat pentru prima dată pe DVD în cadrul acestei colecții).
Cele 4 cd-uri conțin melodii preluate în primul rând de pe cele 6 albume solo ale lui Michael Jackson (Off the Wall, Thriller, Bad, Dangerous, HIStory și Invincible), dar și melodii lansate de The Jackson 5 sau de The Jacksons. De asemenea, pe această colecție pot fi regăsite câteva rarități audio semnate de Michael Jackson, cum ar fi Someone in the Dark, Monkey Business, Someone put your hand out sau versiuni demo pentru piese ca P.Y.T. (Pretty Young Thing), Cheater sau We Are the World.

## Conținut
Disc 1
1. "I Want You Back" (3:00)
2. "ABC" (2:58)
3. "I'll Be There" (3:58)
4. "Got to Be There" (3:23)
5. "I Wanna Be Where You Are" (2:57)
6. "Ben" (2:45)
7. "Dancing Machine" (2:37)
8. "Enjoy Yourself" (3:40)
9. "Ease on Down the Road" (duet cu Diana Ross) (3:19)
10. "You Can't Win" (7:18)
11. "Shake a Body" (2:09)
12. "Shake Your Body (Down to the Ground)" (3:44)
13. "Don't Stop 'til You Get Enough" (6:04)
14. "Rock with You" (3:39)
15. "Off the Wall" (4:06)
16. "She's Out of My Life" (3:38)
17. "Sunset Driver" (Demo) (4:03)
18. "Lovely One" (4:50)
19. "This Place Hotel" (5:44)

Disc 2
1. "Wanna Be Startin' Somethin'" (6:03)
2. "The Girl Is Mine" (duet cu Paul McCartney) (3:42)
3. "Thriller" (5:58)
4. "Beat It" (4:18)
5. "Billie Jean" (4:53)
6. "P.Y.T. (Pretty Young Thing)" (Demo) (3:46)
7. "Someone in the Dark" (4:54)
8. "State of Shock" (duet cu Mick Jagger) (4:30)
9. "Scared of the Moon" (Demo) (4:41)
10. "We Are the World" (Demo) (5:20)
11. "We Are Here to Change the World" (2:53)

Disc 3
1. "Bad" (4:07)
2. "The Way You Make Me Feel" (4:58)
3. "Man in the Mirror" (5:19)
4. "I Just Can't Stop Loving You" (Duet cu Siedah Garrett) (4:13)
5. "Dirty Diana" (4:41)
6. "Smooth Criminal" (4:17)
7. "Cheater" [Demo] (5:09)
8. "Dangerous" (Early Version) (6:40)
9. "Monkey Business" (5:45)
10. "Jam" (5:39)
11. "Remember the Time" (4:00)
12. "Black or White" (4:16)
13. "Who Is It" (IHS Mix) (7:57)
14. "Someone Put Your Hand Out" (5:26)

Disc 4
1. "You Are Not Alone" (6:01)
2. "Stranger in Moscow" (5:45)
3. "Childhood" (4:28)
4. "On the Line" (4:53)
5. "Blood on the Dance Floor" (4:12)
6. "Fall Again" (Demo) (4:22)
7. "In the Back" (4:31)
8. "Unbreakable" (6:26)
9. "You Rock My World" (5:09)
10. "Butterflies" (4:39)
11. "Beautiful Girl" (Demo) (4:03)
12. "The Way You Love Me" (4:30)
13. "We've Had Enough" (5:45)

DVD - Live in Bucharest: The Dangerous Tour
1. "Jam"
2. "Wanna Be Startin' Somethin'"
3. "Human Nature"
4. "Smooth Criminal"
5. "I Just Can't Stop Loving You"
6. "She's Out of My Life"
7. "I Want You Back"/"The Love You Save"
8. "I'll Be There"
9. "Thriller"
10. "Billie Jean"
11. "Workin' Day and Night"
12. "Beat It"
13. "Will You Be There"
14. "Black or White"
15. "Heal the World"
16. "Man in the Mirror"